# Stenelmoides rufulus
Stenelmoides rufulus is een keversoort uit de familie beekkevers (Elmidae). De wetenschappelijke naam van de soort werd in 1934 gepubliceerd door Howard Everest Hinton.